# Ornithocercus
Ornithocercus u Ornithoceras es un género de microalgas dinofíceas que se encuentra en los océanos tropicales. Se caracteriza por presentar proyecciones de las tecas que tienen una apariencia alada. La teca presenta numerosos poros simples que se abren al ras de la superficie exterior. Ocasionalmente producen mareas rojas.